# Na nowo
Na nowo – debiutancki album studyjny polskiego piosenkarza Mateusza Ziółki, wydany 26 maja 2017 roku nakładem wytwórni Gorgo Music.
Album promowany był przez single: „W płomieniach”, „Szkło” i „Planety”, a także utwory „7 rzeczy” (nagrany we współpracy z raperem Liberem) i „Bezdroża” (z Sylwią Grzeszczak).

## Realizacja

### Muzyka i teksty
Większość muzyki do piosenek skomponowali Przemysław Puk, Jarosław Baran i Katarzyna Chrzanowska oraz sam Matesz Ziółko, zaś większość tekstów utworów napisali Łukasz Bartoszak i Marcin Piotrowski. Muzykę na płytę skomponowali też gościnnie Jurand Wójcik, Archie Shevsky, Bartosz Zielony, Michał Gęsikowski, Sylwia Grzeszczak i Marcin Czyżewski, który odpowiadał też za teksty do kilku piosenek. Za warstwę liryczną odpowiadali też Patrycja Kosiarkiewicz, Arkadiusz Kłusowski i Dariusz Dusza.

### Wydanie
Płyta została wydana 26 maja 2017 roku. Na wydawnictwo składał się jeden krążek zawierający dwanaście utworów, w tym m.in. cover utworu „What a Man Loves a Man”, który Mateusz Ziółko zaprezentował w trakcie udziału w trzeciej edycji programu The Voice of Poland w 2013 roku. Do albumu została dołączona książeczka zawierająca teksty piosenek oraz czarno-białe zdjęcia autorstwa Doroty Czoch.

### Single
Płyta promowana była przez trzy single. Pierwszy singiel, „W płomieniach”, ukazał się w sprzedaży cyfrowej 17 października 2016 roku. Drugim singlem został utwór „Szkło”, którym miał swoją cyfrową premierę 8 kwietnia 2017 roku. Trzeci singiel, „Planety”, został wydany cyfrowo 7 czerwca 2017 roku. Oprócz tego płyta promowana była przez single nagrane przez Ziółkę z innymi wykonawcami: „7 rzeczy” (z Liberem) i „Bezdroża” (z Sylwią Grzeszczak).

## Lista utworów
| Źródło: Discogs | Źródło: Discogs                                     | Źródło: Discogs                                                                                            | Źródło: Discogs                           | Źródło: Discogs |
| Nr              | Tytuł                                               | Autor(zy)                                                                                                  | Autor(zy)                                 | Długość         |
| Nr              | Tytuł                                               | Muzyka | Tekst                                     | Długość         |
| --------------- | --------------------------------------------------- | --- | ----------------------------------------- | --------------- |
| 1.              | „Ogień i woda”                                      | Przemysław Puk, Mateusz Ziółko, Michał Gęsikowski, Jarosław Baran, Łukasz Bartoszak, Katarzyna Chrzanowska | Karolina Kozak                            | 3:20            |
| 2.              | „W płomieniach”                                     | Marcin Czyżewski, Przemysław Puk, Katarzyna Chrzanowska                                                    | Marcin Piotrowski, Łukasz Bartoszak       | 3:29            |
| 3.              | „Szkło”                                             | Marcin Czyżewski, Jarosław Baran, Łukasz Bartoszak, Katarzyna Chrzanowska                                  | Arkadiusz Kłusowski, Łukasz Bartoszak     | 3:07            |
| 4.              | „Planety”                                           | Przemysław Puk, Mateusz Ziółko, Jurand Wójcik, Jarosław Baran, Katarzyna Chrzanowska                       | Marcin Piotrowski, Łukasz Bartoszak       | 3:16            |
| 5.              | „Czas i miejsce”                                    | Przemysław Puk, Jarosław Baran, Katarzyna Chrzanowska, Mateusz Ziółko                                      | Marcin Piotrowski, Łukasz Bartoszak       | 3:17            |
| 6.              | „I co?”                                             | Przemysław Puk, Mateusz Ziółko, Katarzyna Chrzanowska                                                      | Dariusza Dusza, Łukasz Bartoszak          | 4:10            |
| 7.              | „Jednoślad”                                         | Przemysław Puk, Jarosław Baran, Katarzyna Chrzanowska, Mateusz Ziółko                                      | Marcin Piotrowski, Łukasz Bartoszak       | 3:08            |
| 8.              | „Na nowo”                                           | Patrycja Kosiarkiewicz, Archie Shevsky, Katarzyna Chrzanowska                                              | Patrycja Kosiarkiewicz, Łukasz Bartoszak  | 3:45            |
| 9.              | „Układ”                                             | Bartosz Zielony, Katarzyna Chrzanowska                                                                     | Marcin Piotrowski, Łukasz Bartoszak       | 3:38            |
| 10.             | „7 rzeczy” (Liber feat. Mateusz Ziółko)             | Sylwia Grzeszczak                                                                                          | Marcin Piotrowski, Łukasz Bartoszak       | 3:11            |
| 11.             | „When a Man Loves a Woman”                          | Calvin Houston Lewis, Andrew James Wright                                                                  | Calvin Houston Lewis, Andrew James Wright | 3:57            |
| 12.             | „Bezdroża” (Sylwia Grzeszczak feat. Mateusz Ziółko) | Sylwia Grzeszczak                                                                                          | Marcin Piotrowski                         | 3:43            |

## Twórcy
Spis sporządono na podstawie materiału źródłowego.
- Mateusz Ziółko – śpiew, muzyka, pianino
- Przemysław Puk – muzyka, produkcja muzyczna, miksowanie, mastering
- Jarosław Baran – muzyka, produkcja muzyczna, miksowanie, mastering, chórki
- Łukasz Bartoszak – muzyka, tekst
- Katarzyna Chrzanowska – muzyka
- Marcin Czyżewski – muzyka, tekst
- Marcin Piotrowski – tekst
- Michał Gęsikowski – muzyka, chórki, gitary (w utworach „Ogień i woda”, „I co?” i „Jednoślad”)
- Karolina Kozak – słowa (w utworze „Ogień i woda”)
- Dariusz Dusza – słowa (w utworze„I co?”)
- Grzegorz Palka – gitary (w utworach „W płomieniach” i „Szkło”)
- Michał Wojtas – instrumenty klawiszowe (w utworze „W płomieniach”)
- Jurand Wójcik – muzyka (w utworze „Planety”)
- Patrycja Kosiarkiewicz – muzyka i tekst (w utworze „Na nowo”)
- Archie Shevsky – muzyka, instrumenty klawiszowe, gitara akustyczna, chórek, programowanie, realizacja nagrań, miksowanie, mastering (w utworze „Na nowo”)
- Piotr Winnicki – gitara elektryczna (w utworze „Na nowo”)
- Bartosz Zielony – muzyka, produkcja muzyczna, miksowanie, mastering (w utworze „Układ”)
- Michał Pietrzak – gitary (w utworze „Układ”)
- Sylwia Grzeszczak – muzyka, aranżacja, instrumenty klawiszowe (w utworach „Bezdroża” i „7 rzeczy”)
- Viktor Rakonczai – aranżacja, miksowanie, mastering (w utworach „Bezdroża” i „7 rzeczy”)
- Rafał Zając – perkusja (w utworze „When a Man Loves a Woman”)
- Artur Michalski – instrumenty klawiszowe (w utworze „When a Man Loves a Woman”)
- Maciej Howaniec – gitara basowa (w utworze „When a Man Loves a Woman”)
- Gosia Kotwica – chórki (w utworze „When a Man Loves a Woman”)
- Adam Drzewiecki – loopy (w utworze „When a Man Loves a Woman”)
- Adam Kram – perkusja (w utworze „Bezdroża”)
- Jakub Mańkowski –  gitary (w utworze „Bezdroża”)
- Orkiestra Sinfonietta Consonus (w utworze „Bezdroża”)

## Odbiór

### Sprzedaż
W pierwszym tygodniu po premierze album zadebiutował na piątym miejscu notowania najczęściej kupowanych płyt w Polsce. 14 czerwca album zdobył status złotej płyty za sprzedaż w kraju. Pochodzące z albumu single „W płomieniach”, „7 rzeczy” i „Bezdroża” zdobyły status dwukrotnie platynowych płyt.